# Балікув
Балікув (пол. Balików) — село в Польщі, у гміні Жихлін Кутновського повіту Лодзинського воєводства.
Населення — 81 особа (2011).
У 1975-1998 роках село належало до Плоцького воєводства.

## Демографія
Демографічна структура станом на 31 березня 2011 року:
|          | Загалом | Допрацездатний вік | Працездатний вік | Постпрацездатний вік |
| -------- | ------- | ------------------ | ---------------- | -------------------- |
| Чоловіки | 43      | 4                  | 32               | 7                    |
| Жінки    | 38      | 5                  | 19               | 14                   |
| Разом    | 81      | 9                  | 51               | 21                   |